# USS Pargo (SSN-650)
USS Pargo (SSN-650) – amerykański myśliwski okręt podwodny z napędem jądrowym typu Sturgeon z czasów zimnej wojny, zbudowany w stoczni Electric Boat według projektu SCB-188A. Wyposażony w cztery umieszczone w śródokręciu wyrzutnie torpedowe kalibru 533 mm, wystrzeliwujące pociski przeciwokrętowe Harpoon oraz rakietowe pociski przeciwpodwodne SUBROC z głowicą jądrową W55 o mocy 5 kT, a także w 23 torpedy Mk. 48 ADCAP i minotorpedy Mk. 60 Captor oraz miny wód głębokich Mk. 57.